# Бережнова, Галина Владимировна
Галина Владимировна Бережнова (Машкинова) (5 июня 1961) — советская и российская шашистка, многократная чемпионка Москвы и России (личных и командных чемпионатов) по русским и международным шашкам. В 2013 году стала третьей на Командном чемпионате России по международным шашкам среди женщин В 2014 году на женском Кубке России стала второй в быстрой программе. Участница ЧЕ по шашкам-64 и шашкам-100 (Чемпионат Европы по международным шашкам среди женщин 2002 — 32 место, Чемпионат Европы по русским шашкам среди женщин 2014 — 12, 12 и 15 место).